# Retablo cerámico de San Cristóbal y San Antonio
El retablo cerámico de San Cristóbal y San Antonio, en Villahermosa del Río, en la comarca del Alto Mijares es un panel cerámico ritual, catalogado, de manera genérica, como Bien de Relevancia Local según la Disposición Adicional Quinta de la Ley 5/2007, de 9 de febrero, de la Generalitat, de modificación de la Ley 4/1998, de 11 de junio, del Patrimonio Cultural Valenciano (DOCV Núm. 5.449 / 13/02/2007).

## Descripción
Se trata de un panel cerámico datado de 1857 tal y como se muestra en el propio retablo, que actualmente se encuentra algo deteriorado en lo que respecta a los azulejos que constituyen la parte más exterior del panel.
En el retablo se representa simultáneamente a San Antonio de Padua y a San Cristóbal. El primero se nos representa de pie con su hábito de franciscano (que en el retablo aparece en tono azul), con el niño sobre su brazo izquierdo, mientras que el derecho sujeta una vara de azucenas. Por su parte San Cristóbal, se nos presenta semidesnudo con el Niño Jesús sobre el hombro izquierdo mientras cruza el río ayudado por una palmera que le sirve de apoyo.
Los respectivos santos se enmarcan en un paisaje en el que aparecen pequeñas matas y azuladas nubes. El retablo se enmarca en una orla encalada., y presenta unas inscripciones, en la parte superior dice: “Onda 1857”, mientras que en la parte inferior se lee: “¿Sar Doron Y¿”. También parece existir una dedicatoria, pero apenas se puede distinguir.
La forma del retablo es rectangular vertical y está formado por 12 piezas, cada una de forma cuadrada de 0,2 metros de lado, de manera que las dimensiones de todo el retablo son de 0,8 x 0,6 metros.
Todo el retablo se enmarca en una sencilla hornacina de mampostería, en forma de arco de medio punto, sobre la cual se ha colocado un farol de forja.